# Wu de Qin
El rey Wu de Qin (329–307 a. C.), también conocido como Rey Daowulie de Qin (秦悼武烈王) o Rey Daowu de Qin (秦悼武王) o Rey Wulie de Qin (秦武烈王), fue el gobernante del Estado Qin de 310 a 307 a. C. durante el periodo de los Reinos combatientes de la historia china.
A pesar de su corto reinado, el rey Wu participó en las guerras de unificación Qin, principalmente a través de sus esfuerzos contra el Estado Han. También invadió algunas de las otras potencias importantes de los Reinos Combatientes, especialmente Wei. En su cuarto año, su ministro Gan Mao (甘茂), sugirió un ataque a la fortaleza Han de Yiyang para abrir un camino para invadir los poderes orientales. La campaña tuvo éxito y Qin obtuvo el control de las carreteras clave hacia la capital de Zhou, Luoyang.
Mientras visitaba la capital de Zhou, el rey Wu, un entusiasta de la lucha, decidió probar un levantamiento de peso con un pesado ding, un caldero ritual de bronce, en el palacio Zhou como muestra de su propia fuerza física, animado por un forzudo al que favorecía llamado Meng Yue (孟說). Aunque consiguió levantar el caldero, el rey se rompió las piernas mientras trataba de levantarlo. Por la noche, le salía sangre por los ojos, y murió poco después. Había ascendido al trono a la edad de 18–19 años, y murió con 21–22, habiendo gobernado solo tres años.
Después de la muerte del rey Wu, Gan Mao dejó Qin para servir a Wei. Dado que el rey Wu murió joven de repente y sin descendencia, se produjo una crisis de sucesión, con varios de sus medio hermanos compitiendo por el trono. Finalmente, el medio hermano menor del rey, el príncipe Ji, que servía como rehén político en el estado de Yan en ese momento, regresó a Qin con el apoyo de su tío Wei Ran (魏冉) y el rey Wuling de Zhao y ascendió al trono como rey Zhaoxiang.

## Familia
- Padres:
  - Príncipe de la corona Si (太子駟; 356–311 a. C.), gobernó como rey Huiwen de Qin de 338–311 a. C.
  - Reina de Huiwen, de Wei (惠文后; f. 305 a. C.), posiblemente una hija del rey Hui de Wei
- Reinas:
  - Reina Daowu, del linaje Wei del clan Ji de Wei (悼武后 姬姓 魏氏), una princesa de Wei por nacimiento

## En la ficción
- Interpretado por Ba Tu en The Legend of Mi Yue (2015).
- Interpretado por He Ziming en The Qin Empire II: Alliance (2012).